# Edmond-Joseph-Louis Tarbé des Sablons
Edmond Joseph Louis Tarbé des Sablons, né le 20 février 1838 à Paris et mort le 14 décembre 1900 à Paris 9e, est un journaliste et homme de lettres français.

## Biographie
Membre de la famille de Louis Hardouin Tarbé, qui fut ministre des finances de 1791 à 1792, il est le petit-fils de Sébastien-André Tarbé des Sablons, connu pour avoir publié le premier livre classique sur les poids et mesures, et l’un des deux fils de Michelle Catherine Joséphine Guespereau Tarbé des Sablons qui s’est acquis une certaine réputation par la composition de plusieurs romans et opéras, le nom de cette famille d’artistes était originairement « Tarbé » lorsqu’une ordonnance de 1817 autorisa l’ancêtre des écrivains actuels, l’avocat Sébastien Tarbé, à joindre à ce nom celui de « des Sablons ».
Tarbé des Sablons, qui avait écrit, sous le pseudonyme de Zanony, des articles de critique musicale dans L'Époque, collabora, soit sous son nom, soit sous divers pseudonymes, à plusieurs journaux, avec son frère Eugène : ils firent en commun la critique musicale du Figaro, à l’époque où ce journal devint quotidien. Edmond Tarbé avait déjà fait le même travail dans l’Époque de Feydeau, sous le pseudonyme de « Zanoni », et publié quelques romans sous d’autres pseudonymes, notamment sous celui de « Baronne d’Ange ».
Le 5 juillet 1868, il fonda, avec Henry de Pène, le quotidien Le Gaulois, dont il resta, l’année suivante, l’unique directeur, fonction qu’il conserva jusqu’en juillet 1879, lorsqu’il le céda à Arthur Meyer pour quitter complètement le journalisme pour la littérature. Il avait rédigé lui-même dans ce journal une série d’Impressions politiques qui furent alors fort remarquées.
Un peu plus tard, il publia sous le nom de Jacques Lefèvre un volume sous le titre de : les Drames parisiens (1875, in-18) ; Barbe grise (1884, in-18) ; Bernard l’assassin (1884. in-18) ; Monsieur de Morat (1886, in-18) ; le Roman d’un crime (1887, in-18) ; Césarée (1890, in-18) ; le Crime d’Auteuil (1892, in-18) ; l’Histoire d’Angèle Valois (1892, in-18), etc. Il a fait représenter deux drames : Monsieur de Morat, tiré de son roman (théâtre du Vaudeville, qui cachait la personnalité du ministre de l’Empire, duc de Morny, 1887). L’année précédente, il avait fait jouer avec un grand succès, à l’Ambigu, un drame en cinq actes, Martyre !, en collaboration avec Adolphe d’Ennery (1886), dont il surveillait les répétitions la veille même de sa mort.
Il venait de terminer enfin une pièce inédite intitulée L’Enfant du miracle, qu’il destinait tout d’abord à la Porte-Saint-Martin avec un rôle spécial pour Coquelin. Changeant d’avis, il avait porté le manuscrit au directeur de la Comédie-Populaire, qui comptait monter cette pièce après Martyre ! Tarbé des Sablons et sa femme, Mélanie, née Kauffmann, qui  s’étaient couchés bien portants, le 13 décembre 1900, à 21 h 30 furent retrouvés morts dans leur chambre le lendemain, vers 11 h 30. Leur mort fut attribuée à un accident dû à une asphyxie par oxyde de carbone.
Lorsqu’il fut maire d’Eaubonne, de 1865 à 1871, Tarbé avait obtenu, par décret du 13 juin 1889, la concession d’une ligne de tramway comprise d’une part entre Saint-Germain et Marly-le-Roi ; de l’autre, entre Rueil et Courbevoie, où elle se raccordait avec le tramway reliant cette localité à la place de l’Étoile.
Il est inhumé au cimetière du Père-Lachaise (26e division).

## Œuvres

### Littérature
- Barbe grise, Paris, Paul Ollendorff, 1884.
- Bernard l’assassin, Paris, C. Lévy, 1886.
- Césarée, Paris, C. Lévy, 1891.
- De l’usage et de l’habitation, Paris, Imp. C. Jouaust, 1860.
- L’Histoire d’Angèle Valoy, Paris, C. Lévy, 1892.
- Le Crime d’Auteuil, Paris, C. Lévy, 1892.
- Le Roman d’un crime, Paris, C. Lévy, 1887.
- Les Drames parisiens (sous le nom de Jacques Lefèvre), Paris, E. Lachaud, 1875.

### Théâtre
- Gigolette, drame en 5 actes, Théâtre de l’Ambigu, 1893.
- La Maitresse d’école, drame en 5 actes, Théâtre de l’Ambigu, 1897.
- Martyre !, drame en cinq actes, avec Adolphe d’Ennery, Paris, Ed. Billaudot, 1954.
- Monsieur de Morat, pièce en 1 acte, théâtre du Vaudeville, 1887, Paris, C. Lévy, 1886.

### Sources et bibliographie
- Gustave Vapereau, Dictionnaire universel des contemporains, t. 1, Paris, Hachette, 1893, p. 1487-8.